# VideoGamer.com
VideoGamer.com은 영국의 비디오 게임 웹사이트이다.